# Harpactea krejcii
Espèce
Harpactea krejcii est une espèce d'araignées aranéomorphes de la famille des Dysderidae.

## Distribution
Cette espèce est endémique d'Algarve au Portugal,. Elle se rencontre vers Loulé.

## Description
La carapace du mâle holotype mesure 1,78 mm de long sur 1,33 mm et l'abdomen 2,07 mm.

## Systématique et taxinomie
Cette espèce a été décrite par Řezáč en 2023.

## Étymologie
Cette espèce est nommée en l'honneur de Tomáš Krejčí.

## Publication originale
- Řezáč, Cardoso & Řezáčová, 2023 : « Review of Harpactea ground-dwelling spiders (Araneae: Dysderidae) of Portugal. » Zootaxa, vol. 5263, no 3, p. 335-364.